# Helius (Helius) neocaledonicus
Helius (Helius) neocaledonicus is een tweevleugelige uit de familie steltmuggen (Limoniidae). De soort komt voor in het Australaziatisch gebied.